# Saritschne (Samar)
Saritschne ('ukrainisch Зарічне) ist eine Siedlung städtischen Typs in der ukrainischen Oblast Dnipropetrowsk im Rajon Samar.
Saritschne wurde 1957 als Garnison der Sowjetarmee gegründet. Es zählte 2012 etwa 6000 Einwohner.

## Geographie
Die Siedlung befindet sich am linken Ufer der Samara, einem Nebenfluss des Dnepr und hat eine Anbindung an die Fernstraße M 18, einer Teilstrecke der E 105. Über diese lässt sich nach 13 km in südliche Richtung das ehemalige Rajonzentrum Nowomoskowsk, im weiteren Verlauf Pidhorodne und nach 45 km Dnipro erreichen.
Am 12. Juni 2020 wurde das Siedlung ein Teil der neugegründeten Siedlungsgemeinde Tscherkaske, bis dahin bildete sie die gleichnamige Siedlungsratsgemeinde Hwardijske (Гвардійська селищна рада/Hwardijska selyschtschna rada) im Zentrum des Rajons Nowomoskowsk.

## Bevölkerung
| 1959 | 1970 | 1979 | 1989 | 2001 | 2012 |
| ---- | ---- | ---- | ---- | ---- | ---- |
| 1026 | 1756 | 2749 | 3466 | 4703 | 6022 |

Quelle: